# شریدات رامفال
شریدات رامفال (انگلیسی: Shridath Ramphal; ۳ اکتبر ۱۹۲۸ – ۳۰ اوت ۲۰۲۴) سیاست‌مدار اهل گویان بود. وی از سال ۱۹۷۲ تا سال ۱۹۷۵ وزیر امور خارجه این کشور بود.
شریدات رامفال در ۳۰ اوت ۲۰۲۴، در سن ۹۵ سالگی درگذشت.
وی همچنین برندهٔ جوایزی همچون کمک‌هزینه گوگنهایم، شوالیه (عنوان)، و مدال آلبرت شده است.